# Ratio Club
 (décembre 2014).
Si vous disposez d'ouvrages ou d'articles de référence ou si vous connaissez des sites web de qualité traitant du thème abordé ici, merci de compléter l'article en donnant les références utiles à sa vérifiabilité et en les liant à la section « Notes et références ».

Le Ratio Club est un petit club de restauration informel de psychologues, médecins, mathématiciens et ingénieurs qui se réunirent de 1949 à 1958 pour discuter de la cybernétique.

## Historique
Le club est créé par le neurophysiologiste John Bates à la suite d'un séminaire sur le sujet du comportement animal en juillet 1949 à la Society for Experimental Biology de l'Université de Cambridge.
Le nom du club, ratio lui a été donné par l'un de ses membres, Albert Uttley, en référence au terme latin désignant la « faculté de l'esprit de calculer, planifier et raisonner ».
Les premiers membres du club furent W. Ross Ashby, Horace Barlow, George Dawson, Thomas Gold, W. E. Hick (en), Donald MacKay, Turner McLardy, P. A. Merton, John Pringle, Harold Shipton, Donald Sholl, Albert Uttley (en), William Grey Walter et John Westcott (en).
Parmi les autres membres du groupe, on peut citer les mathématiciens Alan Turing, I. J. Good et Philip Woodward (en), ainsi que le physiologiste W. A. H. Rushton.
Le club était le regroupement le plus brillant intellectuellement et le plus influent du Royaume-Uni dans le domaine de la cybernétique. Plusieurs de ses membres sont devenus des scientifiques très éminents.

## Source
- (en) Cet article est partiellement ou en totalité issu de l’article de Wikipédia en anglais intitulé « Ratio Club » (voir la liste des auteurs).